# جهاد بوكمال
جهاد حسن إبراهيم بوكمال (مواليد 7 يونيو 1959

) رجل أعمال وسياسي بحريني.

## السيرة
ولد بوكمال في مدينة المحرق. حصل على بكالوريوس اقتصاد ومحاسبة من جامعة بونا الهندية عام 1980.
تولى منصب الرئيس التنفيذي في شركة حسن إبراهيم بوكمال وأولاده. في انتخابات عام 2002 فاز بمقعد الدائرة الثالثة بالمحافظة الوسطى بعدما حصل على 4230 صوت ما نسبته 87.85%. لم يجدد ترشحه في الانتخابات التالية. تم تعيينه عضوا في مجلس الشورى من 2006 إلى 2007. في عام 2007 تم تعيينه وزيرا للإعلام. في نوفمبر 2008 عزل من منصبه وزيرا بعدما استضاف أحد البرامج الحوارية المعارض اليساري إبراهيم شريف من جمعية العمل الوطني الديمقراطي الذي ألقى العديد من الملاحظات حول ميزانية الديوان الملكي وأعيد تعيينه عضوا بمجلس الشورى مجددا حتى 2010.